# Triplax rufipes
Triplax rufipes is een keversoort uit de familie prachtzwamkevers (Erotylidae). De wetenschappelijke naam van de soort werd in 1781 als Erotylus rufipes gepubliceerd door Johann Christian Fabricius. De kever is drie tot vijf millimeter lang en is inheems in Europa.